# Poli (músico)
Ângelo Apolônio, de nome artísticos Poly (São Paulo, 8 de agosto de 1920 — São Paulo, 10 de abril de 1985) foi um multiinstrumentista (violão, cavaquinho, bandolim, banjo, guitarra elétrica, contrabaixo, viola, guitarra havaiana) e compositor brasileiro, tendo desde os 10 anos demonstrado  habilidade com os instrumentos de cordas.

## Discografia
- Deep in the heart of Texas/Jingle, jangle, jungle (1944) Continental 78
- Limehouse blues/Isle of dream (1945) Continental 78
- Sonho divino/Colibri (1948) Continental 78

- Begin the beguine/Cavaleiros do céu (1951) Toidamérica 78 =
- Meteoro/Saudade (1952) Todamérica 78
- Turista/Dois de junho (1952) Todamérica 78
- Jezebel/At sundown (1952) Todamérica 78
- Anniversary song/Vaidoso (1952) Todamérica 78
- Nisei/Guarujá (1953) Todamérica 5263
- Apanhei-te cavaquinho/Coringa (1954) Continental 78
- Jamie/Stranger in paradise (1955) Todamérica 78
- Dançando com lágrimas nos olhos/Tarde fria (1955) Columbia 78
- Benfica/Fel (1955) Columbia 78
- Velha guarda/É ou não romântico (1957) Columbia 78
- Fiesta/Veneno (1957) Columbia 78
- Blue acho/Perambulando (1957) Columbia 78
- Dark moon/Maracangalha (1957) Columbia 78
- Moonlight fiesta/Moonlight in Rio (1958) Columbia 78
- Penumbra-Poli e Seu Conjunto (1959) Columbia LP
- Zíngara/Noite cheia de estrelas (1960) Chantecler 78
- Lágrimas/Serenata (1960) Chantecler 78
- Ouvindo-te/Samba caipira (1960) Chantecler 78
- Vai na roda/Condenado (1960) Sertanejo 78
- Lamento de boiadeiro/Folias de Santos Reis (1960) Sertanejo 78
- Ave Maria/Despedida de Mangueira (1961) Chantecler 78
- Na fronteira do México/La Paloma (1961) Chantecler 78
- México/Cavaleiros do céu (1961) Chantecler 78
- Tristeza do Jeca/Gaúcho eu sou (1961) Sertanejo 78
- Minha casa/Adeus, Maria (1961) Sertanejo 78
- Estrela de menino pobre (1962) Chantecler 78
- Castiguei/Fica comigo esta noite (1962) Continental 78
- Berlim melody/Norman (1962) Continental 78
- El suco suco/Siboney (1962) Continental 78
- Quadrilha do tamanduá/Festa na roça (1962) Continental 78
- A balada do soldado/Quando setembro chegar (1962) Continental 78
- Jingle bells/Boas festas (1962) Continental 78
- Mariquilla/Cláudia (1963) Continental 78
- Jessica/Benfica (1963) Continental 78
- Sukiyaki/Bonanza (1963) Continental 78
- Sertão em festa (1970) LP
- Poly no choro - solista de otavina (1977) Anhembi LPA-30011
- Dois bicudos não se beijam (1995) Continental CD Póstumo
- Dominique/Despeinada/Bibelot/Os olhos Do texas estão Sobre Você  Continental LD-33-713
- Poly - Abençoadas as mãos que louvam ao Senhor (1975), Discos Musicais California, CL 4053
- Noite Cheia de Estrelas - (1960) LP 2.10.407.117 - GRAVAÇÕES CHANTERCLER - DIR. DIOGO MURELO (Palmeira)
- Ouvindo-Te - (1960) - LP 2-1--407-116 - GRAVAÇÕES CHANTECLER LTDA

## Composições
Aula de amor (c/ José Caravaggi) • Benfica ( em parceria com Juvenal Fernandes ) • Colibri • Coringa • Dois de junho • Guarujá (c/ Juracy Rago) • Isle of dream • Meteoro • Moonlight fiesta • Moonlight in Rio • Nisei • Quadrilha do tamanduá • Sonho divino (c/ Lupe Ferreira) • Tarde fria • Terra de Anchieta (c/ Ado Benatti) • Turista • Vaidoso • Veneno